# Zsombor Piros
Zsombor Piros (Budapest, 13 de octubre de 1999) es un tenista profesional húngaro.

## Carrera Junior

### 2017: Grand Slam en individuales y dobles
Piros arrancó el Abierto de Australia Juniors con fuerza, despachando al cabeza de serie número 2, Hsu Yu-hsiou, en octavos de final con un contundente 6-3, 6-2. Su racha continuó en la siguiente ronda, donde dominó a Matteo Martineau por 6-1, 6-2 En semifinales, el francés Corentin Moutet  no pudo detener al joven talento, quien lo superó en dos sets. Tras ceder el primer set ante Yshai Oliel, Piros demostró una gran capacidad de reacción y le dio vuelta al partido, imponiéndose por 6-4 y 6-3 para levantar el trofeo.
Mientras que en el Torneo de Roland Garros Juniors 2017, no pudo avanzar más allá de los octavos de final tras perder en tres ante Blake Ellis. En dobles tuvo mejor suerte junto a Nicola Kuhn ganando el título tras imponerse en la final a la pareja conformada por Danny Thomas y Vasil Kirkov en set corrido por doble 6-4.

### Individual (1)
| Año  | Torneo          | Superficie | Oponente     | Resultado     |
| 2017 | Australian Open | Dura       | Yishai Oliel | 4-6, 6-4, 6-3 |

## Carrera profesional

### 2018: Primera victoria en Challenger, primera victoria en Top 100
Piros comenzó su año en el Challenger de Numea, donde pasó la clasificación para acceder a la segunda ronda, perdiendo ante el eventual campeón Noah Rubin. En la primera ronda, derrotó al máximo favorito, Julien Benneteau de Francia, en tres sets, 3-6, 7-5, 6-1, para registrar su primera victoria en el Challenger, así como su primera victoria contra un jugador del Top 100. Luego, ingresó a la clasificación de individuales del Abierto de Australia, cayendo ante Bjorn Fratangelo de los Estados Unidos en la segunda ronda. 

### 2021: Primera final Challenger y debut entre los 300 mejores
En noviembre llegó a su primera final en el Challenger de Bratislava II 2021 tras avanzar desde la clasificación, derrotando a un joven Tomáš Macháč en tres set. En la semifinales derrotó al sembrado no.1 del torneo Stefano Travaglia quien se retiró en el segundo set tras haber pedido el primero y 3-2 en el segundo quiebre abajo, en la final cayó derrotado ante Tallon Griekspoor en dos set 6-3, 6-2. Gracias a este resultado subió 58 posiciones en el ranking hasta alcanzar el puesto 282, el más alto de su carrera, el 15 de noviembre de 2021.
En noviembre participó en la Copa Davis 2020-21 como parte del seleccionado de Hungría, donde derrotó al campeón de Grand Slam Marin Čilić para su primera victoria ante un top-30 ganó por 4-6, 7-5 y 6-4 en dos horas y 35 minutos. 

### 2022-23: Primer título Challenger, debut en el Top 110
Inicio la temporada 2022 en los Challenger de Forli 2022 y Challenger de Forli II 2022 llegando a las semifinales en ambos torneos. Tras estos resultados hizo su debut entre los 200 mejores el 25 de abril de 2022 en el puesto 189 del mundo en el ranking de individuales luego de su segunda final en el Challenger de Split 2022 en Croacia.
En mayo participó en la clasificación del Torneo de Roland Garros 2022, perdiendo en la tercera ronda ante Nuno Borges en tres set. Un mes más tarde disputó la clasificación del Campeonato de Wimbledon 2022 cayendo ante Mijaíl Kukushkin en un partido agónico que se resolvió en 4 set y que tuvo 23 quiebres entre ambos.
En junio ganó el Challenger de Tampere 2022,  tras derrotar a Harold Mayot en la final, lo que le permitió entrar en el top 150 ubicándose en el puesto 139 del ranking mundial el 25 de julio de 2022. 
Ganó su segundo título en el Gwangju Open Challenger 2022, tras derrotar a Kimmer Coppejans en su debut en tres set, en los octavos de final derrotó Li Tu por doble 6-4, y en cuartos derrotó por un contundente 6-2, 6-1 a Rinky Hijikata, para enfrentar Christopher Eubanks imponiéndose en tres set,en la final logró derrotar a Emilio Gómez en dos set por 6-2, 6-4. Como resultado, alcanzó un nuevo récord personal en el ranking individual, el puesto n.° 138, el 10 de octubre de 2022. 
La temporada 2023 inicio en la clasificación del Abierto de Australia quedándose a una victoria de clasificar al cuadro principal tras perder en set corrido ante Shang Juncheng.
En abril, ganó su tercer título en el Challenger en Split, tras derrotar a Fábián Marozsán en su debut, siguió con su buena racha derrotando a Shintaro Mochizuki en 2 set y a Radu Albot en tres, en la semifinales se impuso 6-2, 6-4 ante Christopher O'Connell cabeza de serie no.1  y en la final derrotó a Norbert Gomboš por doble 7-6. Tras este resultado alcanzó un nuevo récord personal en el puesto n.°134 el 17 de abril de 2023. Ganó títulos consecutivos en Oeiras tras derrotar en la final a Juan Manuel Cerúndolo, durante el torneo no perdió ningún set y alcanzó un nuevo récord personal en el puesto 118 el 24 de abril de 2023.
En junio llegó a las semifinales del Challenger de Ilkley 2023 perdiendo ante Sebastian Ofner en dos set, luego de esto participó en la clasificación del Campeonato de Wimbledon 2023 perdiendo nuevamente en la última ronda en tres set ante Shintaro Mochizuki. En Julio llegó a las semifinales del Challenger de Karlsruhe tras vencer a Thiago Seyboth Wild en cuartos de final.

### 2024:Altibajos y fuera del top-150
Tras no poder avanzar al cuadro principal del Abierto de Australia, ganó el Challenger de Cherburgo 2024 tras vencer en la final al local Matteo Martineau en dos set por marcador de 6-3, 6-4. No pudo defender su título en el Challenger de Split 2024 obtenido el año anterior, tras perder contra Jozef Kovalík en tres set. Tras esta derrota vino una mala racha cosechando 8 derrotas seguidas, en las que solo pudo ganar 3 set, cortando esta racha en el Challenger de Karlsruhe 2024 tras vencer a Nikolas Sanchez Izquierdo en set corridos, llegó a semifinales perdiendo ante Camilo Ugo Carabelli en dos set por 6-4, 6-0.

### 2025: Buen inicio de temporada
Después de una decepcionante temporada cayendo fuera del top-100 no pudo participar en la clasificación del Abierto de Australia 2025, participó en el Challenger de Oeiras Indoor 2025 cayendo derrotado ante el eventual campeón Hamad Medjedovic por 6-3, 6-3. Tras esto disputó el Challenger de Oeiras Indoor II 2025, llegando a la final sin conceder set, tras derrotar a Clément Chidekh, Pol Martin Tiffon, en cuartos de final obtuvo su revancha tras derrotar a Hamad Medjedovic quien lo había derrotado una semana antes, en las semifinales venció a Mackenzie McDonald por 6-1, 6-3  cayendo en la final ante Aleksandar Kovacevic en dos set. 

## Títulos ATP Challenger (7; 7+0)

### Individuales (7)
| N.º | Fecha                 | Torneo                  | Superficie    | Oponente en la final  | Resultado     |
| --- | --------------------- | ----------------------- | ------------- | --------------------- | ------------- |
| 1.  | 24 de julio de 2022   | Challenger de Tampere   | Tierra batida | Harold Mayot          | 6-2, 1-6, 6-4 |
| 2.  | 9 de octubre de 2022  | Challenger de Gwangju   | Dura          | Emilio Gómez          | 6-2, 6-4      |
| 3.  | 16 de abril de 2023   | Challenger de Split     | Tierra batida | Norbert Gombos        | 7-6, 7-6      |
| 4.  | 23 de abril de 2023   | Challenger de Oeiras    | Tierra batida | Juan Manuel Cerúndolo | 6-3, 6-4      |
| 5.  | 18 de febrero de 2024 | Challenger de Cherburgo | Dura (i)      | Matteo Martineau      | 6-3, 6-4      |

|6.
|4 de mayo de 2025
| Challenger de Ostrava
|Tierra batida (i)
| Hady Habib
|6-3, 6-2
|}
|7.
|17 de mayo de 2025
| Challenger de Tunez
|Tierra batida
| Titouan Droguet
|7-5, 7-6(3)
|}

#### Finalista (3)
| N.º | Fecha                   | Torneo                      | Superficie    | Oponente              | Resultado      |
| --- | ----------------------- | --------------------------- | ------------- | --------------------- | -------------- |
| 1.  | 14 de noviembre de 2021 | Challenger de Bratislava II | Dura (i)      | Tallon Griekspoor     | 3-6, 2-6       |
| 2.  | 24 de abril de 2022     | Challenger de Split         | Tierra batida | Christopher O'Connell | 3-6, 0-2, ret. |
| 3.  | 19 de enero de 2025     | Oeiras II                   | Dura (i)      | Aleksandar Kovacevic  | 6-4, 7-6(4)    |